# IC 401
IC 401 је спирална галаксија у сазвјежђу Еридан која се налази на листи објеката дубоког неба у Индекс каталогу.
Деклинација објекта је - 10° 4' 32" а ректасцензија 5h 4m 19,8s. Привидна величина (магнитуда) објекта IC 401 износи 12,5 а фотографска магнитуда 13,3. IC 401 је још познат и под ознакама MCG -2-13-40, MK 1092, IRAS 05019-1008, PGC 16672.